# Europees kampioenschap voetbal 2012 (Groep A) Griekenland - Tsjechië
Dit artikel gaat over de wedstrijd in de groepsfase in groep A tussen Griekenland en Tsjechië die zal worden gespeeld op 12 juni 2012 tijdens het Europees kampioenschap voetbal 2012.
Het is de negende wedstrijd van het toernooi en wordt gespeeld in het Stadion Miejski in Wrocław.

## Voorafgaand aan de wedstrijd
- Op de FIFA-wereldranglijst van mei 2012 stond Griekenland op een 14e plaats. Tsjechië stond op een 26e plaats.[1]
- Het is voor beide landen de tweede wedstrijd tijdens het Europees kampioenschap voetbal 2012. Griekenland had het openingsduel van het toernooi tegen gastland Polen met 1 - 1 gelijk gespeeld. Voor de Grieken scoorde Salpigidis.
- Tsjechië had zijn openingsduel met 4–1 verloren van Rusland. Voor de Tsjechen scoorde Pilar.
- De Grieken missen Papadopoulos, die tijdens de openingswedstrijd geblesseerd raakte. Voor hem is het toernooi al voorbij. Hij scheurde tijdens het openingsduel een knieband.[2]
- De Grieken moeten Papastathopoulos missen, omdat hij tijdens het duel tegen de Polen een rode kaart had gekregen, nadat hem tweemaal een gele kaart was getoond.
- Bij de Grieken staan Holebas en Karagounis op scherp, nadat zij tijdens de wedstrijd tegen Polen een gele kaart hadden gekregen. Bij de Tsjechen staat er niemand op scherp.
- Het is de vierde ontmoeting tussen beide landen. De laatste keer dat beide landen elkaar ontmoetten, was in augustus 2004, tijdens een vriendschappelijke interland. Dit duel in Praag eindigde in een doelpuntloos gelijk spel. Een keer eerder troffen beide landen elkaar tijdens een eindronde. Tijdens het Europees kampioenschap voetbal 2004 in Portugal versloegen de Grieken de Tsjechen tijdens de halve finale met 1 - 0 door een doelpunt van Dellas in de verlenging.

## Wedstrijdgegevens

De basisopstellingen van beide landen

| Datum                | 12 juni 2012                   | 12 juni 2012                   |
| Wedstrijdnummer      | 9                              | 9                              |
| Stadion              | Stadion Miejski, Wrocław       | Stadion Miejski, Wrocław       |
| Toeschouwers         | 41.105                         | 41.105                         |
| Scheidsrechter       | Stéphane Lannoy                | Stéphane Lannoy                |
| Assistenten          | Frédéric Cano Mickaël Annonier | Frédéric Cano Mickaël Annonier |
| Vierde man           | Matej Jug                      | Matej Jug                      |
| Man van de wedstrijd | Theofanis Gekas                | Theofanis Gekas                |
|                      | Griekenland                    | Tsjechië                       |
| Doelpunten           | 1                              | 2                              |
| Gele kaarten         | 3                              | 3                              |
| Rode kaarten         | 0                              | 0                              |
| Wissels              | 2                              | 3                              |
| Schoten op doel      | 2                              | 3                              |
| Schoten naast doel   | 2                              | 5                              |
| Overtredingen        | 3                              | 11                             |
| Hoekschoppen         | 1                              | 4                              |
| Buitenspel           | 6                              | 0                              |
| Vrije trappen        | 26                             | 18                             |
| Balbezit (tijd)      | 0                              | 0                              |
| Balbezit (%)         | 53                             | 47                             |

| Griekenland | 1 – 2           | Tsjechië |
| Theofanis Gekas 53' | goals (assists) | 3' Petr Jiráček (Tomáš Hübschman) 6' Václav Pilař (Theodor Gebre Selassie)                                                                                             |
| Fernando Santos | bondscoach      | Michal Bílek |
| Konstantinos Chalkias 23' José Holebas Kyriakos Papadopoulos Kostas Katsouranis Vasilis Torosidis Georgios Fotakis 46' Giorgios Karagounis Ioannis Maniatis Georgios Samaras Kostas Fortounis Dimitrios Salpigidis | opstellingen    | Petr Čech David Limberský Michal Kadlec Tomáš Sivok Theodor Gebre Selassie Petr Jiráček Jaroslav Plašil Václav Pilař 46' Tomáš Rosický 64' Milan Baroš Tomas Hubschman |
| Michalis Sifakis 23' Theofanis Gekas 46' | wissels         | 46' 90' Daniel Kolář 64' Tomáš Pekhart 90' František Rajtoral |
| Vasilis Torosidis 34' Kyriakos Papadopoulos 56' Dimitrios Salpigidis 57' | gele kaarten    | 27' Tomáš Rosický 36' Petr Jiráček 65' Daniel Kolář |
| | rode kaarten    | |

## Wedstrijden
| Groepswedstrijden | | | |
| Groep A | Groep B | Groep C                                                                                               | Groep D |
| Polen - Griekenland Rusland - Tsjechië Griekenland - Tsjechië Polen - Rusland Tsjechië - Polen Griekenland - Rusland | Nederland - Denemarken Duitsland - Portugal Denemarken - Portugal Nederland - Duitsland Portugal - Nederland Denemarken - Duitsland | Spanje - Italië Ierland - Kroatië Italië - Kroatië Spanje - Ierland Kroatië - Spanje Italië - Ierland | Frankrijk - Engeland Oekraïne - Zweden Oekraïne - Frankrijk Zweden - Engeland Engeland - Oekraïne Zweden - Frankrijk |
| Kwartfinales | | | |
| Tsjechië - Portugal                                                                                                  | Duitsland - Griekenland | Spanje - Frankrijk                                                                                    | Engeland - Italië |
| Halve finales | | | |
| ‎Portugal - Spanje | ‎Portugal - Spanje | Duitsland - Italië                                                                                    | Duitsland - Italië                                                                                                   |
| Finale | | | |
| Spanje - Italië | | | |